# Proyecto reformador de las Comunidades de Castilla
El proyecto reformador de las Comunidades de Castilla, conocida como Ley Perpetua, es el nombre historiográfico que recibe el programa político, económico y administrativo desarrollado en 1520 por la Santa Junta de los Comuneros durante guerra de las Comunidades de Castilla con la intención de reorganizar la Corona de Castilla. Es el primer proyecto de constitución política en la historia de España, nunca llegó a ser firmado por la reina Juana I de Castilla.

## Contexto histórico
La partida del rey Carlos I hacia el Sacro Imperio Germánico y la votación de un servicio extraordinario en las Cortes de Santiago y La Coruña precipitó al reino a la rebelión desde abril de 1520. El 8 de junio la ciudad de Toledo propuso a las demás ciudades con voto en Cortes celebrar una asamblea donde se adoptasen cinco objetivos concretos:
- Anular el servicio votado en La Coruña.
- Volver al sistema de encabezamientos para recaudar las alcabalas.
- Reservar los cargos públicos y eclesiásticos a los castellanos.
- Prohibir la salida de moneda fuera del reino.
- Designar a un castellano para que dirigiese el reino en ausencia del rey.

Pese a los intentos disuasivos del cardenal Adriano de Utrecht, regente del reino, el 1 de agosto los procuradores de Toledo, Segovia, Salamanca, Toro y Zamora se reunieron en la catedral de la ciudad de Ávila. Tres semanas después, el incendio de Medina del Campo por parte de las tropas realistas de Antonio Fonseca hundió definitivamente al poder real y sumó importantes adhesiones a la causa rebelde de los comuneros. La Junta se trasladó a Tordesillas, con trece de las dieciocho ciudades con voto en Cortes representadas en ella, y el 24 de septiembre celebró una audiencia con la reina Juana, cuyas prerrogativas políticas buscaban restablecer. Dos días después declaraba desposeido al Consejo Real de sus facultades y asumía ella sola las responsabilidades de gobierno, concentrando todos los poderes superiores del Estado.

## Precedentes y redacción
Uno de los primeros documentos que exponían las reivindicaciones comuneras se conserva como Capítulos de lo que ordenavan de pedir los de la Junta, título que debió ser añadido posteriormente cuando pasó a integrar el dosier de la represión. Fue publicado en Martín Muñoz de las Posadas entre finales de agosto y mediados de septiembre de 1520, cuando los procuradores de la Junta se trasladaron desde Ávila a Tordesillas y, posiblemente, estuvieron de paso en dicha localidad. De acuerdo a Joseph Pérez, se trata de un «anteproyecto bastante duro y de talante muy democrático» que podría reflejar la postura de los comuneros más radicales, partidarios de limitar al extremo las prerrogativas reales.
La Ley Perpetua se concibió como una síntesis de las diversas propuestas presentadas por las ciudades, principalmente de las instrucciones dadas por la ciudad de Valladolid a sus procuradores, y por tanto constituye el 
documento fundamental que expresa la opinión de la mayoría de la Junta. La redacción tuvo lugar en el mes de octubre y corrió a cargo del licenciado Bernaldino. El día 20 de ese mes se designó una delegación formada por Antón Vázquez, Sancho Sánchez Cimbrón y fray Pablo de León para presentar estos capítulos al monarca, en Flandes, junto a una carta introductoria donde la Junta precisaba el sentido de su actuación. Sin embargo, la comisión fue un rotundo fracaso: Vázquez, que se había adelantado, llegó a Worms, donde se hallaba la Corte, y fue detenido inmediatamente, mientras que los otros dos tuvieron conocimiento de ello en Bruselas y decidieron regresar.

## Contenido

### Reformas políticas

Los comuneros debatieron mantener la tradición que reducía a las principales ciudades el derecho de hablar en Cortes.

De acuerdo a lo estipulado en la Ley Perpetua, cada ciudad pasaría a estar representada en las Cortes por tres procuradores, concretamente un representante del clero, otro de caballeros y escuderos y otro de la Comunidad, elegidos democráticamente en ayuntamientos del estamento respectivo. Recibirían un salario de los propios de la villa, con excepción del representante del clero, que sería pagado por el cabildo de la iglesia. También se detallan una serie de medidas para garantizar su imparcialidad. En ese sentido, la elección y el otorgamiento de sus instrucciones y poderes debía realizarse libremente por las ciudades, sin intervención del monarca, y tendrían terminantemente prohibido aceptar mercedes regias para sí o para sus familiares, so pena de muerte y perdimiento de bienes:

Porque estando libres los procuradores de codicia, y sin esperanza de recibir merced alguna, entenderán mejor lo que fuere servicio de Dios y de su Rey, y en lo que por sus ciudades y villas fuere cometido.

La Ley Perpetua establecía que las Cortes se reuniesen en pleno derecho cada tres años, sin necesidad de contar con la presencia y licencia del monarca. Una vez inauguradas, los procuradores tendrían facultad para reunirse cuántas veces quisieran. El rey tendría prohibido nombrarles un presidente, como era normativo anteriormente, pues «esto es impedirles que entiendan en lo que toca a sus ciudades y bien de la República de donde son enviados». En cambio, la elección del letrado o letrado de Cortes recaería en los procuradores, que podrían reemplazarlo cuando estimasen conveniente. Finalizada su tarea y clausuradas las Cortes, los representantes tenían un plazo de cuarenta días para regresar a su ciudad y rendir cuentas de su actuación, so pena de perder el salario y ser privado de su oficio.
Según Carretero Zamora, el modelo institucional de las Cortes en el programa comunero es radicalmente opuesto al que había cristalizado en Castilla durante la Edad Media. Los comuneros no solo pretendían asegurar su independencia del poder real, sino también ampliar sus prerrogativas en el gobierno del reino:

Para que allí juntos vean y procuren cómo se guarde lo contenido en estos capítulos; y platiquen y provean las otras cosas cumplideras al servicio de la Corona Real y bien común destos Reynos.

Aunque esta cláusula no especifica de qué tratan esas «otras cosas cumplideras al servicio de la Corona Real y bien común destos Reynos», otros capítulos establecen que el reino debía ser consultado sobre el matrimonio del monarca («tenga por bien de se casar a voto y parecer de estos sus Reynos») y la elección de los regentes («puestos y elegidos a contentamiento del reino»). Nada se recoge, sin embargo, acerca de que toda declaración de guerra debiese contar con la aprobación de las Cortes, reivindicación que sí está presente en los Capítulos de lo que ordenavan de pedir los de la Junta. Allí también se aludía al método de designación del regente en caso de minoría o ausencia del rey: las Cortes y el Consejo se reunirían para elegir a un gobernador del estado de los caballeros. Según las instrucciones de los representantes de Valladolid, las Cortes deben entender en la «gobernación del bien público» del reino.
Aunque la Ley Perpetua mantuvo inalterable la tradición normativa por la cual el derecho a asistir a Cortes era privilegio exclusivo de un grupo selecto de ciudades, la cuestión fue planteada explícitamente en los Capítulos de lo que ordenavan de pedir.... Según este anteproyecto, los lugares realengos de cada obispado y arzobispado elegirían dos procuradores por obispado, uno del estamento de los hidalgos y otro de los labradores, y por cada arzobispado asistirían a las Cortes un clérigo, dos caballeros y dos miembros de órdenes mendicantes (uno franciscano y otro dominico); por el tamaño reducido de los obispados de Galicia, estos no podrían asistir con más de dos procuradores.

### Reformas administrativas

#### Oficios y funcionarios
En este sentido, la reorganización administrativa propuesta por los comuneros obedecía a dos principios fundamentales: mejorar el reclutamiento de los funcionarios y controlar periódicamente su gestión. Las prebendas en el Consejo, Audiencias, alcaidías de Casa y Corte y Chancillería serían revocadas y prohibidas permanentemente. Estos oficios debían proveerse «por habilidad y merecimiento» en personas con experiencia en oficios de juzgados o abogados y no a los recién recibidos de las universidades. Además, su desempeño sería examinado cada cuatro años —contemplando la residencia de un veedor en cada una de las audiencias y chancillerías reales— y de ninguna manera se podría disfrutar de un oficio a perpetuidad o tener más de uno. La Ley Perpetua vetaba expresamente a los extranjeros del acceso a oficios de justicia, dignidades, canonjías y beneficios eclesiásticos, encomiendas de las órdenes de Santiago, Alcántara y Calatrava, tenencias de fortalezas y oficios del ejército así como de la Casa y guardia real.
Para evitar abusos, los oficios de los corregidores, alcaldes, oficiales y justicias del reino no podrían ser prorrogados por más de un año y los corregidores solo podrían ser provistos en aquellas ciudades que lo pidieren expresamente. La compra y venta de cualquier oficio estaba prohibida tajantemente, pues «es muy detestable y prohibida por derecho común y leyes destos Reynos por los grandes daños de la República». En el corto plazo, se exigía al monarca que destituyese a los miembros del Consejo Real, considerados responsables del mal consejo que había precipitado al reino a la guerra civil. Respecto a esta institución, las instrucciones de Valladolid pedían que fuese presidida por un caballero y un obispo. En los Capítulos de los que ordenavan de pedir los de la Junta el rey elegiría un oidor vitalicio de una terna de letrados propuesta por cada obispado del reino. Sin embargo, esta disposición no fue recogida en la Ley Perpetua.

#### Administración de la justicia
Diversas disposiciones se esforzaban en reformar la organización de la justicia. Así, los oidores del justicia que votasen en las primeras sentencias no pudiesen votar ni sentenciar los procesos en grado de revista. El rey debería abstenerse de interferir en el curso normal de la justicia, ya sea trasladando un caso concreto a la competencia de otra jurisdicción o apartando a los oidores de un pleito. Todos aquellos que obedeciesen cédulas reales contrarias a esta disposición perderían sus oficios y pagarían una multa de cien mil maravedíes. Por su parte, los jueces no podrían recibir el importe de las penas pecuniarias que hubieran decretado en sus sentencias ni recibir gratificaciones sobre los bienes confiscados. Las sentencias definitivas que fuesen de muerte o mutilación en causas criminales juzgadas por alcaldes de Casa y Corte y en las chancillerías deben poder ser apelables. Estos magistrados, asimismo, no podrían cobrar más ni mayores derechos de los que llevan los alcaldes ordinarios de los corregidores. Sería obligatorio para los alcaldes de hermandad someterse a un juicio de residencia al término de su función, realizado por quienes le sucediesen en su oficio. 

### Reformas económicas
En el plano económico los comuneros exigieron fundamentalmente una reducción de los gastos de la Corona, el fin de los abusos que derivaban del hospedaje de la Corte, la prohibición de la extracción de moneda y otros productos de Castilla y un alivio de la presión fiscal sobre las ciudades, eliminando algunos impuestos y regularizando otros.

#### Casa Real
La Ley Perpetua exigió al monarca la reordenación de la Casa Real a fin de reducir los gastos exorbitantes derivados de las fiestas, banquetes y gratificaciones, que ascendían a diez veces más de lo gastado por los Reyes Católicos, y de los salarios librados de las personas que en realidad no ejercían ningún oficio cortesano pero se enriquecían fraudulentamente a costa del bien público.

#### Patrimonio Real
La Santa Junta exigió la restitución de villas, lugares, fortalezas, tierras, jurisdicciones y cualquier otro derecho de las ciudades entregado a miembros de la nobleza tras la muerte de Isabel la Católica, así como la revocación de las mercedes, hidalguías, exenciones y oficios vendidos o acrecentados. Las enajenaciones en manos de la nobleza eran perjudiciales porque disminuían las rentas reales y obligaban a la Corona a recuperarlas aumentado la presión fiscal sobre la población pechera.
Otras disposiciones buscaban remediar el problema del endeudamiento endémico de la hacienda frenando la entrega de bienes y dineros sin ingresar efectivamente en la cámara del rey en el momento de firmar su entrega al futuro destinatario, es decir, endeudarse sin saber si realmente llegaban los ingresos esperados, una práctica que era el principio básico del funcionamiento hacendístico de la Corona castellana.

#### Aposentamiento del rey y la Corte
Para evitar los abusos derivados del hospedaje del rey y sus cortesanos en una ciudad, la Ley Perpetua estableció que se permitiría el aposento real en setenta posadas elegidas por la propia ciudad y el costo sería solventado por medio de sisa o repartimiento entre los pobladores de la ciudad, incluyendo a los exentos, solo por seis días, tras lo cual la corte debería pagar lo que la justicia ordinaria del lugar hubiera estimado necesario cobrarles. Por el contrario, los miembros del Consejo Real, alcaldes de Casa y Corte, alguaciles y otros oficiales como contadores mayores o contadores de cuentas y sus tenientes y oficiales no tendrían derecho al hospedaje gratuito y deberían pagar desde el primer día su aposentamiento.

#### Los impuestos
Con respecto a las alcabalas, el programa comunero decretó un encabezamiento perpetuo, pues su volumen total debería retroceder a la suma decretada en 1494 por los Reyes Católicos y en ningún caso podría experimentar cambio alguno, y también universal, es decir, para todos los territorios de realengo, señoriales y eclesiásticos en su conjunto. Según los comuneros, el sistema de encabezamiento evitaría los abusos de los arrendadores y sería más provechoso para las finanzas públicas: «porque siempre han venido a la camara real más dineros de los encabezamientos que no de los arrendamientos». También se dispuso la creación de un arca en la cabeza de partido, donde se depositaría el montante recaudado por las ciudades hasta ser distribuidos con el fin de cubrir las principales necesidades del partido.
La Ley Perpetua también estableció la supresión definitiva de los servicios de Cortes y cualquier otro impuesto extraordinario y exigió que el servicio otorgado en las Cortes de Santiago y La Coruña de 1520 no fuese cobrado. Dado que la amenaza morisca había quedado neutralizada desde la conquista de Granada y, por tanto, el fin primario de las bulas de Cruzada ya no existía, el programa comunero prohibió que estas bulas se predicasen «si no fuere con causa verdadera e necesaria, vista e determinada en Cortes». En tal caso, se estipuló que las personas encargadas de ello fuesen letrados con conocimientos suficientes del tema sobre el que hablasen, honestos y de buena conciencia, que predicasen correctamente y en lugares adecuados para ello, como iglesias y otros edificios religiosos, sin presionar a los fieles. También había que acabar con la práctica de declarar obsoletas las bulas anteriores a fin de asegurarse mejor la venta de las nuevas. El dinero recaudado se depositaría en la iglesia catedral o colegial y bajo ningún concepto podría usarse para fines diferentes del establecido (financiar la guerra contra los moriscos y sostener las posesiones castellanas en el norte de África).

#### Monedas, lana y otros productos
Para evitar la salida de moneda de oro castellano de 23 quilates y 3/4 hacia Francia, el programa comunero propuso que se rebajase su valor y peso para que equipararlo al sol francés, de 22 quilates, de forma que no hubiese incentivos para su extracción. También se prohibió la saca de productos alimenticios de necesidad básica, debido al perjuicio ocasionado a los sectores más pobres de la sociedad: el pan, todo tipo de ganados —incluyendo puercos vivos— y cuero de Sevilla. Otra disposición buscaba favorecer a los industriales de la lana contra el monopolio de los exportadores y comerciantes del norte de Castilla, que enviaban grandes cantidades de lana hacia otros reinos, principalmente Países Bajos o Inglaterra:

Que los mercaderes e hacedores de paños e otros obrajes destos reinos puedan tomar para gastar e labraren ellos la mitad de cualesquier lanas que hobieren comprado los naturales o extranjeros para enviar fuera de estos
reinos pagando el mismo precio, porque asi las tuvieron compradas, luego como lo pagaren los compradores. E si las hubiere comprado fiado, dando seguridad de lo pagar a los plazos e de la manera que los otros lo tenían comprado con las mismas condiciones, dando fianzas de seguridad e los mismos obligados a sus fiadores.

Otros documentos aclaran la perspectiva de esta medida. En efecto, elaborar la materia prima en los talleres del reino permitiría la creación de gran número de nuevos puestos de trabajo, incrementando el bienestar de la población, y aumentaría la riqueza del reino, debido al mayor valor monetario de los productos manufacturados. Para ello, se llegó a proponer, bastaría con aplazar las exportaciones de lana durante un año, plazo durante el cual quedaría a disposición exclusiva de los industriales y artesanos nacionales; la materia prima que sobrase, al final, podría ser vendida libremente a los exportadores.